# 蔡司公司
卡爾·蔡司公司（德語：[kaʁl tsaɪs]）是一家制造光學系統、工業測量儀器和醫療設備的德國企業。公司的名稱來源於它的創始人之一，德國光學家卡爾·蔡司。它由卡爾·蔡司、恩斯特·阿貝和奧托·肖特於1846年在耶拿建立。
二戰期間蔡司負責生產德軍的光學工具。戰爭結束前，公司的技術被盟軍盯上，生產與研發的人才分別被英美與蘇聯盟軍接收。由於冷战的关系，这家公司一度被分裂为两家公司——卡爾·蔡司股份公司（Carl Zeiss AG）和卡爾·蔡司·耶拿人民企业（VEB Carl Zeiss Jena），直到1990年兩德統一後重新合并。
卡爾·蔡司是蔡司集團（Zeiss Gruppe）的第一組成公司和卡爾·蔡司基金會（Carl-Zeiss-Stiftung）的兩个最大的組成部分之一。
蔡司是现存最古老的光学产品制造商之一。

## 歷史

### 早期

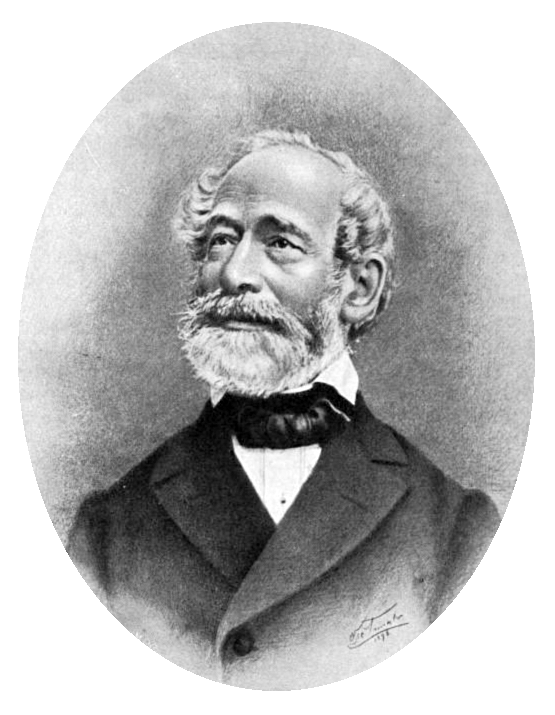
1907年的蔡司

1846年，时年30岁的卡尔·蔡司在萨克森-魏玛-爱森纳赫大公国耶拿建立了一个精密光学仪器加工厂，并于1847年生产出了他的第一台显微镜。1866年起，在恩斯特·阿贝和奥托·肖特的协助下，蔡司的工厂逐渐在显微镜领域有了较大的发展，并开始生产光学玻璃。
1888年，蔡司开始涉足摄影业。同年在恩斯特·阿贝的主持下蔡司基金会成立。1891年蔡司基金会成为蔡司工厂的唯一所有人。

### 战争时期
蔡司在战争时期一直为德军生产军用光学产品，包括陆军和海军的望远镜、测距仪以及射击瞄准具，还有空军使用的轰炸瞄准具。blc是蔡司在二战时期使用的产品代码，以防止被敌方探明生产厂家的位置。
1935年蔡司改良英國哈咯得·丹尼斯·泰勒的抗反光塗膜配方，發明了舉世聞名的T鍍膜。德軍的軍用瞄準鏡、測距儀因為採用T鍍膜，鏡片不會因為反光而暴露位置，T鍍膜成為二戰時期德軍的重要技術機密。
尽管遭到过猛烈的轰炸，蔡司在德累斯顿、斯图加特和耶拿的工厂一直没有受到严重的损坏。

### 分裂时期

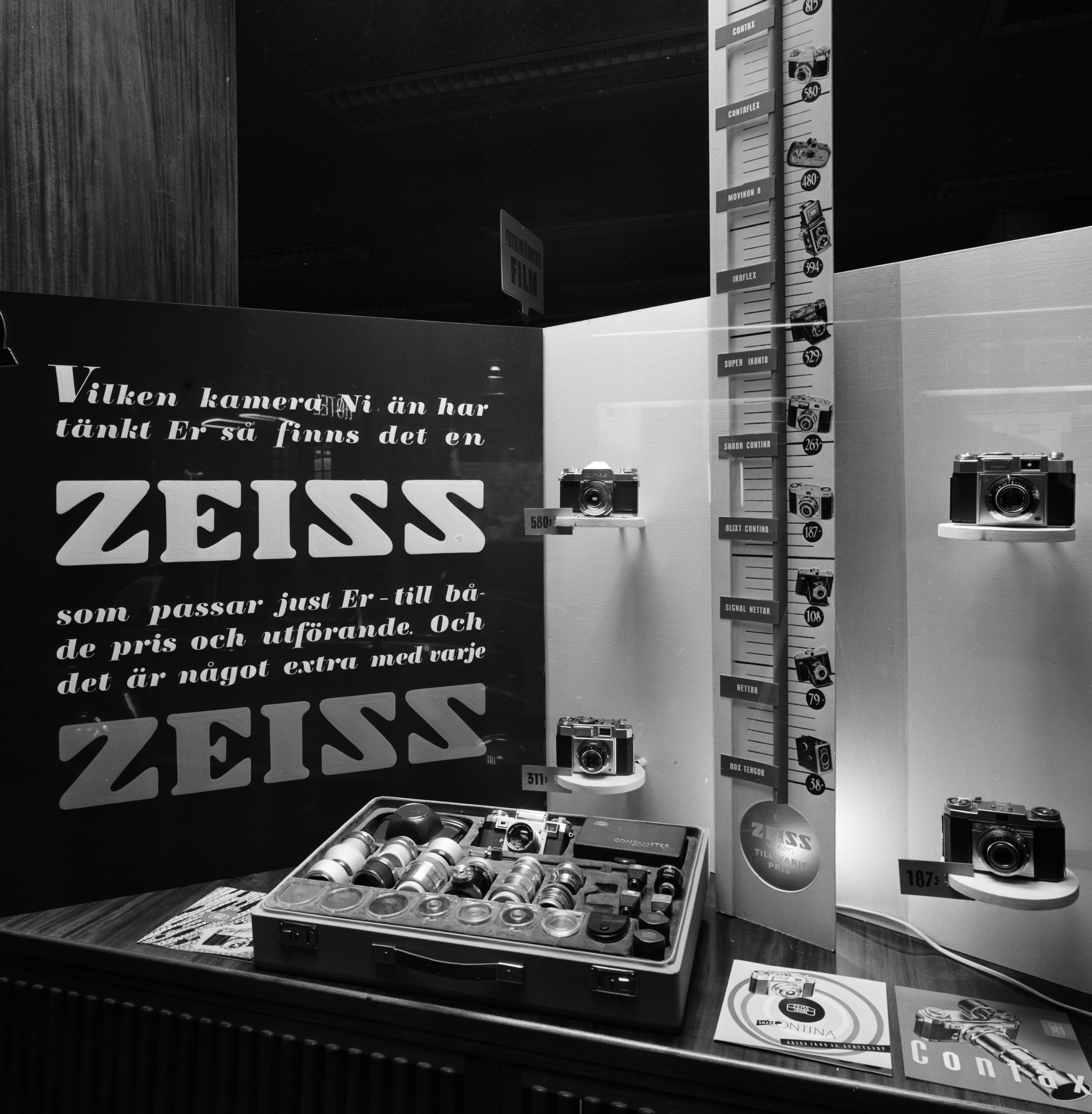
1956年在西德复建的蔡司公司

美國雖然早和蘇聯在雅爾達密約中談好分割德國的條件，耶拿位於東德，應該由蘇軍占領。但是巴頓將軍的第3軍團，還是越界侵入了东德：耶拿和蔡司公司的工廠所在地德勒斯登。在巴頓將軍脅迫下，以「協助」為名，把一些技術人員和設備，並且在最快的速度下，連夜徹走，移轉到自己屬地——西德。於是原屬東德耶拿的126名科學家與工程師，被掠奪至上科亨（Oberkochen，位於德國西南部）和不伦瑞克等德西美國佔領區。同時也把卡爾·蔡司基金會移到德西美國佔領區的斯圖加特，成立卡尔·蔡司公司（Carl Zeiss AG）。此蔡司使用的即為目前为人所熟知的藍色標籤。
當蘇聯軍隊接收耶拿時，只剩空蕩蕩的廠房和一些美軍帶不走的一流光學玻璃和生產機具。蘇聯就以戰爭賠償為理由，把這些剩下的資源掠奪運回蘇聯、烏克蘭、基輔。蘇聯抵達耶拿後，立刻查封蔡司廠所有機器以為戰爭補償物資，並將一部份留下來的科學家用飛機運回俄國為俄國光學工業效命數年之久。
虽然被美、蘇兩國掠奪一空，但是耶拿和德勒斯登畢竟身為光學器材生產重鎮已長達近1世紀，很快地，當地留下的技術人員重新在東德耶拿恢復了蔡司公司工廠，稱為卡爾·蔡司·耶拿人民企业（VEB Carl Zeiss Jena），以和西德的蔡司公司區別。
在分裂的早期，两家蔡司公司依然进行着密切的合作，共同研发产品。直到1953年，东德政府宣布禁止两家公司再进行任何合作，蔡司·耶拿甚至失去了出口权，改由德意志国内外贸易部（DIA, Deutscher Innen und Außenhandel）代理，两德蔡司彻底分裂。
西德的蔡司AG在彻底分裂后旋即重新注册了Carl Zeiss的商标，以防止东德的公司使用。双方的商标纠纷一直持续到1971年。当年双方签订了一份协议，约定了双方的商标。蔡司·耶拿将使用过去的经典蔡司商标，而蔡司AG则使用放置在蓝色方框中的带棱角ZEISS商标。
在产品上，西德的蔡司AG產能較小。东德的蔡司·耶拿比较专注于望远镜和相机，产量和规模一直较蔡司AG大。1965年，蔡司·耶拿成为企业集团。

### 重新合并至现今
1989年两德合并。原本东德最大的企业之一蔡司·耶拿陷入困境。1991年，蔡司·耶拿集团旗下部份企业合并入西德蔡司AG。而原来东德蔡司的技术大多被继承和保留，品牌则被废弃或出售。
自二十世紀九十年代以來，Carl Zeiss AG在德勒斯登及周邊地區的公司盡力發展一些新的技術。

## 产品

### 望远镜

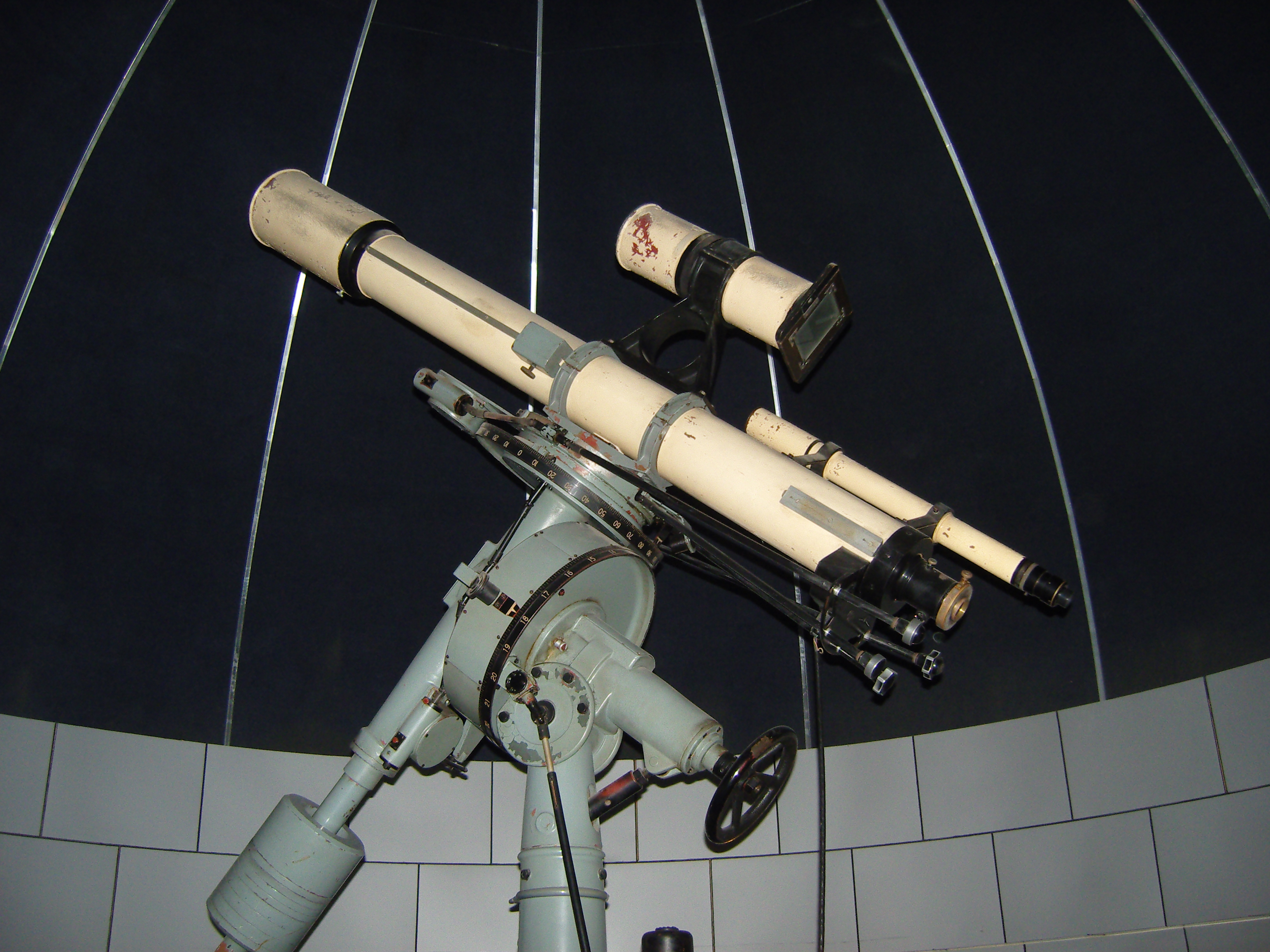
耶拿的蔡司公司（Carl Zeiss Jena）于1950年代生产的130mm口径折射望远镜。现陈列于北京天文馆

蔡司在19世纪时期就一直生产性能优秀的望远镜。两次大战期间蔡司一直为德国军方提供军用望远镜和测距仪。战后，西德蔡司生产的望远镜多用在民用上。东德生产的望远镜多用作军用，并且授权给苏联和中国的厂家生产。
1897年蔡司生产出了第一支天文望远镜。1920年代，蔡司加入了当时的反射望远镜风潮中，开始生产大型天文望远镜。较有名的有德国汉堡天文台的1米口径望远镜。
德国分裂后，东德的蔡司·耶拿一直生产中型的折射望远镜。西德的蔡司AG则在1960年代才在政府支持下重新开始生产大型天文望远镜。1971年蔡司生产出第一台数字化天文望远镜，口径1.23米。
意大利国家光学天文台和欧洲南方天文台也使用蔡司生产的望远镜。
蔡司也设计和生产詹姆斯·韦伯太空望远镜的镜头。

### 相机

#### 康泰时
蔡司于1932年开始生产康泰时（Contax）品牌的連動測距式相機。两德分离后，西德的蔡司AG继续生产康泰时品牌的連動測距式相机，而东德的蔡司·耶拿则将此品牌使用在单反相机上。
西德的康泰时相机停产于1961年，东德后来把这个品牌改名为潘太康（Pentacon）。
1971年，西德的蔡司AG将康泰时品牌授权給日本的京瓷（Kyocera）的八洲光學 (Yashica)。京瓷基於自身既有的技術，更發展出CONTAX 645 / CONTAX / Yashica Mount（C/Y接環） / N Mount（N接環） / G Mount（G接環）等各種不同的接環系統，之後更推出全世界第一台135底片的全片幅數位單反CONTAX N Digital。
2004年，京瓷集团宣布缩减數位相機业务，并与2005年9月再度终止康泰时的业务。

#### 潘太康
潘太康（Pentacon）是屬於東德蔡司·耶拿VEB Carl Zeis Jena的单反相机品牌。
东德的蔡司·耶拿在1946年发明出使用五棱镜取景的康泰时单反相机Contax S，并在1949年莱比锡春季展览会上发布，确定出现代单反相机的基本结构。然而，东德造的康泰时相机在西德和西柏林的销售遇到了麻烦，因为西德的蔡司AG已经在西德注册了Contax的商标，而1950年蔡司·耶拿旗下的VEB Zeiss Ikon在西德注册Zeiss·Ikon和Contax商标都以失败告终，因此蔡司·耶拿不得不发展新的品牌来应付对西方的销售。
1952年5月25日，蔡司·耶拿申请注册了Pentax（PENtaprism conTAX 宾得）商标，又在同年10月16日申请注册了Pentacon（PENTAprism CONtax潘太康）商标。其中Pentaprism Contax是"有五棱镜的康泰时相机"之意，以于西德生产的腰平取景的康泰时单反和康泰时連動測距式相機相区别。潘太康相机于1953年开始在西德贩卖。而使用过去康泰时商标的同款相机则继续在东德和苏联销售。
东德为潘太康相机生产的镜头，皆標示著Carl Zeiss Jena（有些還加標DDR），相當容易分辨。並自成一套M42接環系統的相機，與另一套Pentacon Six(P6)的中片幅系統。
Pentax商标在1957年就被卖给日本的旭日光学。而潘太康的相机工厂在蔡司合并的过程中被破产清算。并于1991年6月30日停止生产。品牌则被卖给施奈德集团。现在的潘太康相机和镜头都是由韩国代工。

#### 蔡司·伊康
1926年，蔡司合并了四家德国的相机制造厂，成立了蔡司·伊康股份公司（Zeiss Ikon AG）。蔡司伊康早期生产康泰时相机。德国分裂后成为Carl Zeiss AG的子公司。1969年又和福伦达合并。
2004年，蔡司宣布以蔡司·伊康为品牌推出胶片連動測距式相機，使用徕卡M接環。并随后推出了一系列对应的镜头。这款相机由日本的代工厂生产。
伊康（Ikon）是Ica和Contessa-Nettel两个单词的合写。

### 镜头
蔡司公司曾经主导过一系列镜头设计，包括有名的Planar、Tessar和Sonnar。东德的蔡司·耶拿（VEB Carl Zeiss Jena）在交换镜头时代专注于生产为了潘太康相机使用的M42接環镜头。西德的蔡司AG（Carl Zeiss AG）曾经在50年代发展过自己的叉刀式接環系统，但随着康泰时相机的停产而消失。现在的蔡司接環由合作的日本Cosina所主導，故沒有一套完整的接環（mount）與機身（body）。以西德蔡司Carl Zeiss AG為名的產品，電子技術皆由日本方面研發。西德的Carl Zeiss AG部分最多只有做到測光，連自動對焦的技術，皆由日本的京瓷集團以及旗下的八洲光學以及索尼公司发展。Carl Zeiss AG並沒有掌握到這些技術。
由于和日本厂商的合作，Carl Zeiss AG的工厂仅生产一部分徕卡和哈苏接環的镜头和新机样机。其他幾乎都由日本的COSINA設計製造。

#### 鏡頭設計
從二十世紀初以來，到二次大戰分裂之前，蔡司發展了幾種鏡頭設計（從廣角至望遠排列）：
- Distagon：為逆焦式的廣角鏡頭設計，主用於18mm至35mm，特色是變形輕微且中央解像力高。
- Biogon：為對稱式設計，專用於連動測距式（RangeFinder）相機，解像力平均，但失光明顯。
- Hologon：專用於連動測距式相機的超廣角鏡頭，採對稱式設計，可以拍攝岀幾乎為0％變形率的影像，但與Biogon相比有更嚴重的邊緣失光，鏡頭製作難度極高。
- Tessar：「天塞鏡頭」，為標准的鏡頭設計，主要以四片三組鏡片構成，特點是低變形且輕薄。
- Planar：「普拉納結構」，標准廣角到135mm中望遠的鏡頭設計，是4組6片的完全對稱雙高斯結構，起初只有f/4.5。日後經過英國泰勒公司的改良，如今主流的Planar鏡頭光圈已達到f/1.4；也曾經應阿波羅計畫所需，特別製作50mm f/0.7[8]。Planar的特點是色差修正完善，對稱設計，變形極低。Planer為保羅·儒道夫於1896年所設計。
- Sonnar：中國大陸音譯為「索納」，為中望遠（135mm）至望遠（250mm）的設計，特色是無球面像差，失光極微，變形低至肉眼無法辨識，但色散須以APO修正。為1931年蔡司光學設計家路德維希·雅可布·貝爾特勒發明。Vario-Sonnar為衍生自Sonnar的可變焦設計。
- Tele-Tessar：為衍生自Tessar的超望遠（250mm以上）設計，特色是無球面像差、變型極低、失光極輕微且鏡片組成極少，最低鏡頭數是300mm F/2.8，只用了7片鏡片。
- Mirotar：為超望遠的反射鏡頭。有一般攝影用的500mm f/8以及太空用的500mm f/4.5與1000mm f/5.6。
- Super Achromat：為目前消色差能力最好的鏡頭設計，只用於哈蘇相機（Hasselblad）。
- Mutar：1.4x,1.7x加倍鏡，目前只用於索尼的數位攝影機。
- Mutargon：減倍鏡（又稱廣角鏡），目前只用於索尼的數位攝影機。
- T*鍍膜：為多層式防反光鍍膜，為蔡司與祿萊（Rollei）所合作開發。

#### ZM系列
ZM系列鏡頭M接環適用於M Mount旁軸相機，例如柯尼卡公司的Hexar RF（使用Leica M接環）、Cosina Voigtländer Bessa RxM/RxA系列（使用VM接環）、Rollei（祿萊）35RF、爱普生公司的數位相機RD1（機身基於Cosina Voigtländer Bessa）、徕卡M系列。目前除了Distagon T* 1:2.8 15 mm由德國製作，其他均由日本的Cosina公司製作。
- Carl Zeiss Distagon T* 1:2.8 15 mm
- Carl Zeiss Biogon T* 1:2.8 21 mm
- Carl Zeiss C Biogon T* 1:4.5 21 mm
- Carl Zeiss Biogon T* 1:2.8 25 mm
- Carl Zeiss Biogon T* 1:2.8 28 mm
- Carl Zeiss Biogon T* 1:2.0 35 mm
- Carl Zeiss C Biogon T* 1:2.8 35 mm
- Carl Zeiss Planar T* 1:2.0 50 mm
- Carl Zeiss C Sonnar T* 1:1.5 50 mm
（"C"代表"紧凑compact"和"經典"）
- Carl Zeiss Sonnar T* 1:2.0 85 mm

#### ZA系列
ZA系列鏡頭，是由索尼公司推出的自动对焦单反/微单镜头。其中A卡口的ZA鏡頭與機身訊號和以前Minolta Dynax一樣，擁有八個電子觸點、ROM-IC、以及完全相同的電子信號，根據JP2007264381A專利字號，ZA由當年Minolta團隊設計製造，在Touit系列上市前，是第一款可自动对焦的镜頭。包括：
- Sony α Carl Zeiss Distagon T* 1:2 24 mm ZA SSM  [SAL-24F2Z]
- Sony α Carl Zeiss Planar T* 1:1.4 50 mm  ZA SSM [SAL-50F14Z]
- Sony α Carl Zeiss Planar T* 1:1.4 85 mm  ZA [SAL-85F14Z]
- Sony α Carl Zeiss Sonnar T* 1:1.8 135 mm ZA [SAL-135F18Z]
- Sony α Carl Zeiss Vario-Sonnar T* DT 1:3.5-1:4.5 16-80 mm ZA [SAL-1680Z]
- Sony α Carl Zeiss Vario-Sonnar T* 1:2.8 24-70 mm ZA SSM  [SAL-2470Z]
- Sony α Carl Zeiss Vario-Sonnar T* 1:2.8 16-35 mm ZA SSM  [SAL-1635Z]
- Sony α Carl Zeiss Sonnar T* E 24 mm F1.8 ZA [SEL24F18Z]
- Sony α Carl Zeiss Vario-Tessar T* E 16-70mm F4 ZA OSS [SEL1670Z]
- Sony α Carl Zeiss Vario-Tessar T* FE 24-70mm F4 ZA OSS [SEL2470Z]
- Sony α Carl Zeiss Vario-Tessar T* FE 16-35mm F4 ZA OSS [SEL1635Z]
- Sony α Carl Zeiss Sonnar T* FE 35mm F2.8 ZA [SEL35F28Z]
- Sony α Carl Zeiss Sonnar T* FE 55mm F1.8 ZA [SEL55F18Z]
- Sony α Carl Zeiss Distagon T* FE 35mm F1.4 ZA [SEL35F14Z]
- Sony α Carl Zeiss Planar T* FE 50mm F1.4 ZA [SEL50F14Z]

#### ZF系列
ZF系列是自Contax的RTS接環，改裝為尼康的F接環，與AI-S相容，無電子訊號，手動對焦。在光學結構上與Contax的RTS系列、ZK系列、ZS系列和ZE系列相同，由日本的Cosina公司制造。ZF-I系列鏡頭能夠勝任工業上頻繁的使用，而ZF-IR系列則設計用於紅外線。2009年11月16日,Carl Zeiss最新发布了带CPU的ZF.2系列镜头。
| 镜头名称                                   | ZF.2版 发布时间 |
| ------------------------------------------ | --------------- |
| Carl Zeiss Distagon T* 1:2.8 15 mm         | 2012年3月       |
| Carl Zeiss Distagon T* 1:2.8 21 mm         | 2009年11月      |
| Carl Zeiss Distagon T* 1:2.8 18 mm         | 2009年11月      |
| Carl Zeiss Distagon T* 1:2.0 25 mm         | 2011年10月      |
| Carl Zeiss Distagon T* 1:2.8 25 mm         | 2009年11月      |
| Carl Zeiss Distagon T* 1:2 28 mm           | 2009年11月      |
| Carl Zeiss Distagon T* 1:1.4 35 mm         | 2010年9月       |
| Carl Zeiss Distagon T* 1:2.0 35 mm         | 2009年11月      |
| Carl Zeiss Planar T* 1:1.4 50 mm           | 2009年11月      |
| Carl Zeiss APO Distagon T* Otus 1:1.4 55mm | 2013年10月      |
| Carl Zeiss Planar T* 1:1.4 85 mm           | 2009年11月      |
| Carl Zeiss APO Planar T* Otus 1:1.4 85mm   | 2014年9月       |
| Carl Zeiss APO Sonnar T* 1:2.0 135 mm      | 2012年9月       |
| Carl Zeiss Makro-Planar T* 1:2.0 50 mm     | 2009年11月      |
| Carl Zeiss Makro-Planar T* 1:2.0 100 mm    | 2009年11月      |
| Carl Zeiss Distagon T* 1:2.8 25 mm ZF-I    |                 |
| Carl Zeiss Distagon T* 1:2 28 mm ZF-I      |                 |
| Carl Zeiss Distagon T* 1:2 35 mm ZF-I      |                 |
| Carl Zeiss Distagon T* 1:2.8 25 mm ZF-IR   |                 |
| Carl Zeiss Planar T* 1:1.4 85 mm ZF-IR     |                 |

#### ZK系列
ZK系列是自Contax的RTS接環，改裝為賓得的K接環，無電子訊號，手動對焦。在光學結構上與Contax的RTS系列、ZF系列、ZS和ZE系列相同，由日本的Cosina公司製造。蔡司已於2010年宣佈停止生產此系列之鏡頭。
- Carl Zeiss Planar T* 1:1.4 50 mm
- Carl Zeiss Planar T* 1:1.4 85 mm
- Carl Zeiss Distagon T* 1:2.0 35 mm
- Carl Zeiss Distagon T* 1:2.8 25 mm
- Carl Zeiss Makro-Planar T* 1:2.0 50 mm
- Carl Zeiss Makro-Planar T* 1:2.0 100 mm
- Carl Zeiss Distagon T* 1:2.0 28 mm

#### ZS系列
ZS系列是自Contax的RTS接環，改裝為M42鏡頭接環（Pentacon/Practica/Pentax Screw Mount）。為相同的無電子訊號，手動對焦鏡頭。在光學結構上與Contax的RTS系列、ZF系列、ZK和ZE系列相同，由日本的Cosina公司制造。
- Carl Zeiss Planar T* 1:1.4 50 mm
- Carl Zeiss Planar T* 1:1.4 85 mm

#### ZE系列
ZE系列是自Contax的RTS接環，改裝為Canon的EOS接環。因為EOS接環為全電子結構，故這系列多了電子訊號接點，但仍為手動對焦。在光學結構上與Contax的RTS系列、ZF系列、ZS和ZK系列相同，由日本的Cosina公司制造。也是Contax首度為他廠製做電子接點的鏡頭。现在镜头包括：
- Distagon T* 3,5/18
- Distagon T* 2,8/21
- Distagon T* 2/28
- Distagon T* 2/35
- Planar T* 1,4/50
- Planar T* 1,4/85
- Makro-Planar T* 2/50
- Makro-Planar T* 2/100

#### Touit镜头
Touit是Zeiss 为APS-C幅面的无反光镜可换镜头相机生产的兼容镜头，具有索尼E接环及富士X接口，可以实现自动对焦功能。並非由蔡司生產，而是由不具名的日本公司設計製造
目前有三枚镜头
- Touit Distagon T✻ 12mm ƒ/2.8
- Touit Planar T✻ 32mm ƒ/1.8
- Touit Makro Planar T✻ 50mm ƒ/2.8

#### Loxia镜头
Loxia是为全画幅无反光镜可换镜头相机设计的镜头，目前仅有索尼FE接口，没有自动对焦功能，由日本的Cosina公司製造。
目前有四枚镜头
- Loxia 2.8/21
- Loxia 2/35
- Loxia 2/50
- Loxia 2.4/85

#### Batis镜头
Batis是为全画幅无反光镜可换镜头相机设计的镜头，目前仅有索尼FE接口，可以实现自动对焦，由日本的Cosina公司製造。。
目前有五枚镜头
- Batis 2/25
- Batis 1.8/85
- Batis 2.8/18
- Batis 2.8/135
- Basis 2/40 CF

#### 超級旋轉鏡頭
為Kodak 135型底片所設計的移軸鏡頭。支援的接環包括：佳能的EOS、尼康的F、Sony/柯美的α接環，其它接環的支援尚在考慮中。只能通過手動對焦，沒有電子觸點，全數由烏克蘭的Hartblei公司設計制造。
- Hartblei Superrotator Carl Zeiss Distagon T* IF 1:4.0 40 mm
- Hartblei Superrotator Carl Zeiss Planar T* 1:2.8 80 mm
- Hartblei Superrotator Carl Zeiss Makro-Planar T* 1:4.0 120 mm

## 对外合作

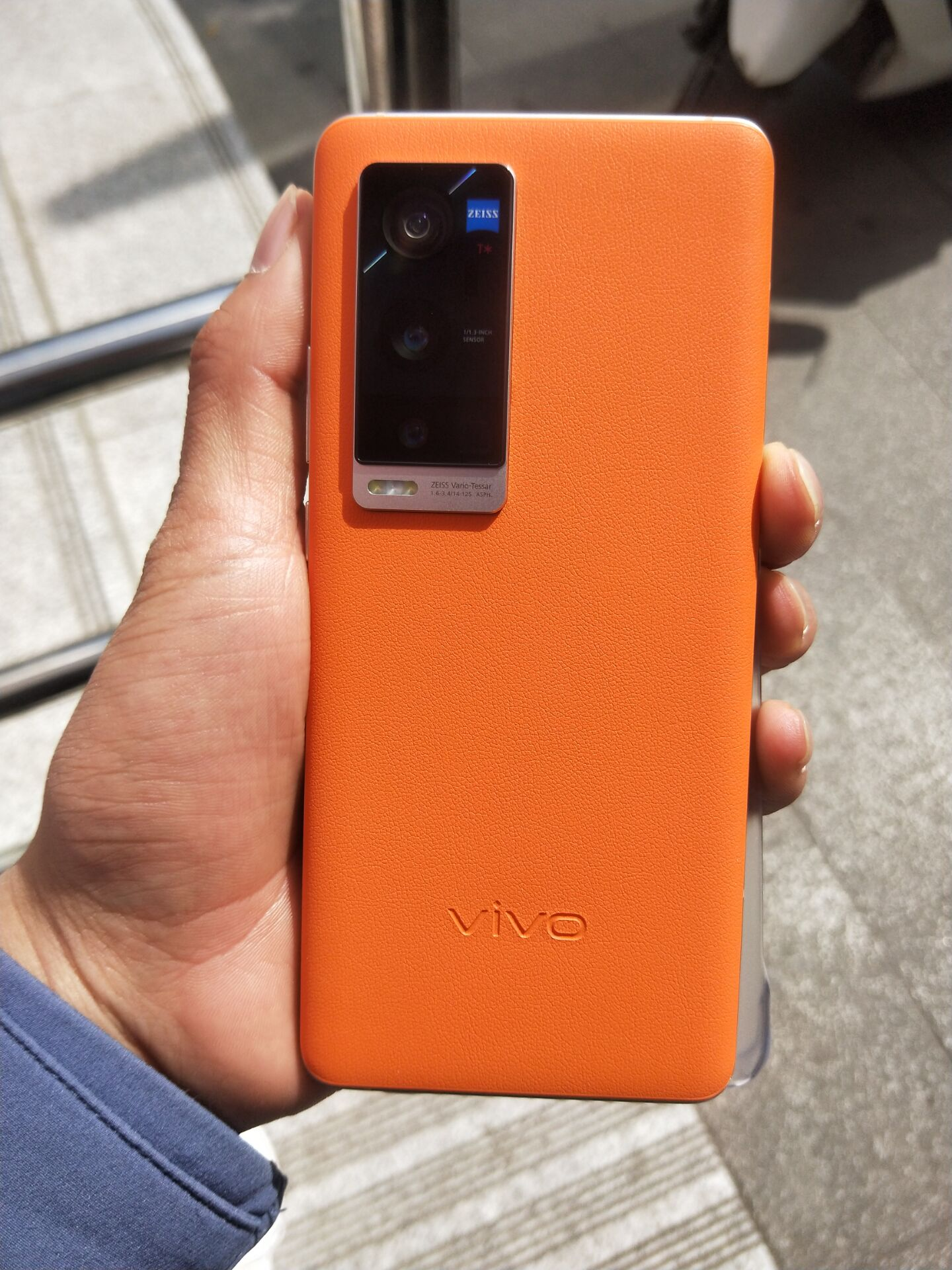
Vivo X60系列搭載與蔡司聯合研發的影像系統

蔡司將技術授權給第三方公司製造，主要品牌包括：哈蘇（Hasselblad），禄莱（Rollei），八洲光學（Yashica），索尼（Sony），羅技（Logitech）和阿爾帕（Alpa）。
其中最有名的康泰時（Contax）35毫米相機，直到2005年停產前，都是由八洲光學和京瓷（Kyocera）生產。
蔡司本身也很少生产消费级相机镜头，多是向日本的代工商提供光学和机械的设计在当地生产，并安装上日本设计的电子模块和相机接環。
2005年4月27日，蔡司公司宣布與諾基亞（Nokia）公司在相機移動電話市場，給予商標的使用權。第一款出現了這種合作的產品是諾基亞N90。
2020年12月，蔡司公司與Vivo雙方達成全球戰略合作夥伴關係，共同成立 Vivo ZEISS Imaging Lab 聯合影像實驗室，目的打造 Vivo 旗艦手機的創新成像技術；後續也將舉辦 Vivo ZEISS Master Photography 攝影活動，推廣雙方共同設計的成像系統。首部旗艦手機Vivo X60系列搭载与蔡司联合研发的影像系统。
2023年6月，苹果公司在WWDC23上宣布将与蔡司开展合作，在其全新的Apple Vision Pro产品使用蔡司定制的处方镜片，用于视力不佳人士使用这款MR设备。

## 成就

### 太空计划
1962年10月3日，美国太空人瓦尔特·施艾拉在第一次水星計划-大力神8号任务中首次携带了一台带有蔡司Planar 80mm镜头的改装款哈苏500c相机进入太空。
蔡司一直为美国早期的月球探测计划和阿波罗计划提供光学元件，包括为月球环绕任务设计的大光圈镜头，和登月时使用的哈苏接環镜头。一共有12颗阿波罗计划使用的蔡司镜头被留在月球上。

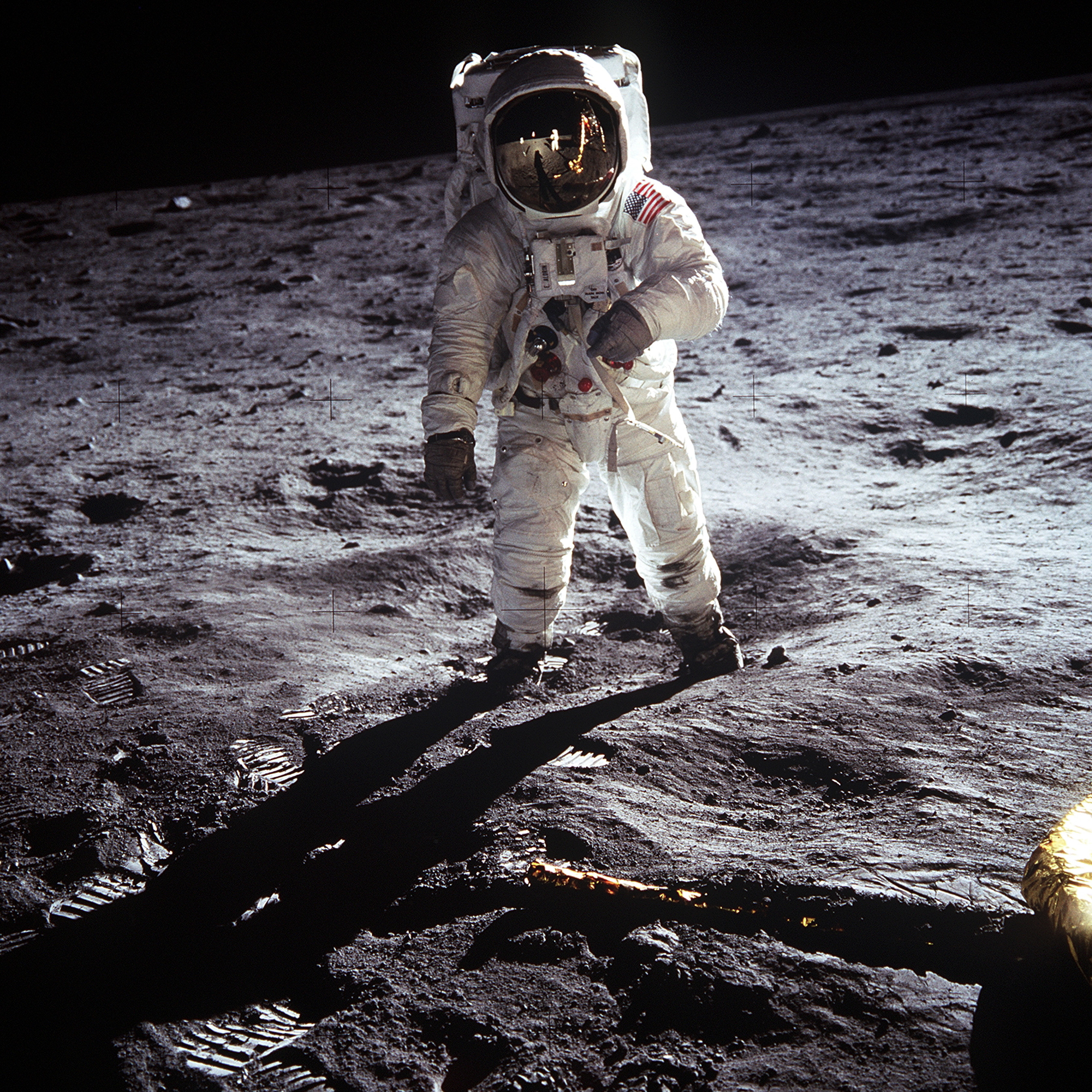
岩士唐拍摄的这张照片即是使用的蔡司比奥刚（Biogon）镜头

直到1980年代被更便宜好用的日本相机尼康取代之前，哈苏相机+蔡司镜头的组合一直是NASA拍摄太空任务的专用相机。蔡司也为NASA专门生产过一款太空用相机CONTAX 137 MD NASA。

## 外部連結
- （英文）Carl Zeiss biographies （页面存档备份，存于）
- （德文）卡爾·蔡司官方網站 （页面存档备份，存于）
- （英文）Zeiss and HFT
- （英文）History of the Zeiss Praktica （页面存档备份，存于）